# Apanteles oppidicola
Apanteles oppidicola är en stekelart som beskrevs av Granger 1949. Apanteles oppidicola ingår i släktet Apanteles och familjen bracksteklar. Inga underarter finns listade i Catalogue of Life.